# Psorophora saeva
Psorophora saeva är en tvåvingeart som beskrevs av Dyar och Frederick Knab 1906. Psorophora saeva ingår i släktet Psorophora och familjen stickmyggor. Inga underarter finns listade i Catalogue of Life.